# Karas
Karas é uma região da Namíbia. Sua capital é a cidade de Keetmanshoop.